# 4488 Tokitada
4488 Tokitada eller 1987 UK är en asteroid i huvudbältet som upptäcktes den 21 oktober 1987 av de båda japanska astronomerna Takeshi Urata och Kenzo Suzuki i Toyota. Den är uppkallad efter Taira no Tokitada.
Asteroiden har en diameter på ungefär 4 kilometer.